# Хайнрих XV Ройс-Лобенщайн
Хайнрих XV Ройс-Лобенщайн (на немски: Heinrich IV Graf Reuss zu Lobenstein; * 24 септември 1674, Лобенщайн; † 12 май 1739, Лобенщайн) от фамилията Ройс „младата линия“ е граф и господар на Лобенщайн (1710 – 1739).

## Биография
Той е най-големият син (от 14 деца) на граф Хайнрих III Ройс-Лобенщайн (1648 – 1710) и съпругата му графиня Мария Кристиана фон Лайнинген-Вестербург (1650 – 1714/1740), дъщеря на граф Георг Вилхелм фон Лайнинген-Вестербург (1619 – 1695) и графиня София Елизабет фон Липе-Детмолд (1626 – 1688).
Хайнрих XV Ройс-Лобенщайн построява до 1718 г. новият дворец Лобенщайн в стил барок извън градските стени. Дворецът е резиденция до 1824 г., след това линията Лобенщайн измира.
Хайнрих IV Ройс-Лобенщайн умира на 64 години на 12 май 1739 г. в Бад Лобенщайн, Тюрингия. Наследен е от най-големия му син Хайнрих II фон Ройс-Плауен-Лобенщайн (* 19 юли 1702; † 6 май 1782), чийто син Хайнрих XXXV Ройс (1738 – 1805) е издигнат на имперски княз на 11 октомври 1790 г. във Франкфурт на Майн от император Леополд II по случай неговата коронизация. Негов наследник е роднината му Хайнрих LIV (* 1767; † 1824), княз (1806 – 1824).
През 1824 г. линията Ройс-Лобенщайн измира и територията отива на Ройс-Еберсдорф. Княз Хайнрих LXXII Ройс-Еберсдорф е от 1824 до 1848 г. княз Ройс-Лобенщайн и Еберсдорф.

## Фамилия
Хайнрих IV Ройс-Лобенщайн се жени на 21 юли 1701 г. във Валденбург за графиня Ернестина Елеонора фон Шьонбург-Валденбург-Хартенщайн (* 2 ноември 1677, Валденбург; † 2 август 1741, Лобенщайн), дъщеря на граф Ото Лудвиг фон Шьонбург-Хартенщайн (1643 – 1701) и София Магдалена фон Лайнинген-Вестербург (1651 – 1726). Те имат 14 деца:
- Хайнрих II фон Ройс-Плауен-Лобенщайн (* 19 юли 1702; † 6 май 1782), граф и господар на Плауен-Лобенщайн (1739 – 1782), женен на 23 ноември 1735 г. във Фюрстенщайн, Бавария, за Юлиана Доротея Шарлота фон Хохберг (* 10 юни 1713; † 22 май 1757), има 1 дъщеря и 1 син:
  - Елеонора (1737 – 1782), регентка на Щолберг-Гедерн (1767 – 1782), омъжена в Шлайц на 8 юни 1760 г. за принц Кристиан Карл фон Щолберг-Гедерн (1725 – 1764), син на княз Фридрих Карл фон Щолберг-Гедерн (1693 – 1767)
  - Хайнрих XXXV Ройс (1738 – 1805), граф фон Лобенщайн (1782 – 1790), княз Ройс-Лобенщайн (1790 – 1805), неженен
- Кристиана София Ройс (* 7 януари 1704; † 13 януари 1773), неомъжена
- Хайнрих III Ройс (* 14 декември 1704; † 5 май 1731 в дуел в Лоди)
- Хенриета Елеонора Ройс (* 1 януари 1706; † 7 април 1762), омъжена на 21 февруари 1733 г. в Лобенщайн за граф Ердман II фон Промниц-Плес-Дрена (* 22 август 1683; † 7 септември 1745)
- Луиза Вилхелмине Ройс (* 27 февруари 1707; † 20 април 1733)
- Хайнрих VII Ройс (* 26 април 1708; † 5 декември 1733, в битката при Монтескаглиозо, Базиликата, Италия)
- Кристиана Терезия Ройс (* 16 септември 1709; † 3 февруари 1777)
- Мария Кристиана Ройс (* 24 септември 1710; † 28 септември 1710)
- Мария Албертина Августа Ройс (* 13 юни 1712; † 22 август 1714)
- Мария Магдалена Ройс (* 27 август 1713; † 18 ноември 1771), неомъжена
- дъщеря (*/† 12 октомври 1714)
- син (*/† 26 юни 1716)
- Мария Албертина Ройс (* 7 декември 1717; † 30 април 1774), неомъжена
- Ернестина Фриедерика (Фритзе) Ройс (* 23 ноември 1718; † 28 септември 1776), неомъжена